# Julia Leischik
Julia Anne Leischik (* 14. Oktober 1970 in Köln) ist eine deutsche Redakteurin und Fernsehmoderatorin. Bekannt wurde sie durch die von RTL ausgestrahlte Fernsehserie Vermisst, die sie von 2007 bis 2011 moderierte. Seit 2011 moderiert sie auf Sat.1 das Format Julia Leischik sucht: Bitte melde dich, eine Neuauflage der Serie Bitte melde dich! aus den 1990er Jahren.

## Leben
Julia Leischik wuchs in Cham auf, lebt seit 1991 jedoch wieder in ihrer Geburtsstadt Köln. Nach dem Abitur studierte sie von 1991 bis 1998 ohne Abschluss Rechtswissenschaften und Italianistik an der Universität Mailand.
Von Herbst 1998 bis Sommer 1999 war sie Redakteurin im Bereich Talk bei der Voice Company. Danach wechselte sie zu filmpool Film- und Fernsehproduktion, wo sie am Aufbau von Doku-Fiction-Formaten und Gerichtssendungen im deutschen Fernsehen beteiligt war. Bis 2003 arbeitete Leischik unter anderem als Chefredakteurin und Produzentin.
Im Herbst 2003 ging sie zur Endemol Deutschland GmbH, wo sie die Sendung Vermisst mitentwickelte und moderierte. Seit Anfang 2010 war sie zudem Executive Producerin von Vermisst. Von Januar bis Mitte 2011 moderierte sie das Format Verzeih mir, welches sonntags um 19:05 ausgestrahlt wurde und in seinem Konzept Vermisst ähnelte.
Zum Saisonanfang 2011/2012 wechselte Leischik mit einem Exklusivvertrag zu Sat.1. Dort ist sie das Gesicht des Formats Julia Leischik sucht: Bitte melde dich. Bei Sat.1 moderierte sie auch zwei Ausgaben der Serie Zeugen gesucht – mit Julia Leischik, deren Konzept an Aktenzeichen XY angelehnt ist. 2016 moderierte Leischik eine Staffel mit sechs Folgen der Neuauflage von Verzeih mir auf Sat.1.
Leischik verlängerte ihren Exklusivvertrag bei Sat.1 um weitere drei Jahre: bis zum Jahr 2026 wird sie nur auf dem Sender Sat.1 zu sehen sein.
Von Mai 2023 bis März 2024 moderierte Julia Leischik zusammen mit Michael Straßer den Podcast Julia Leischik: Spurlos, seit April 2024 zusammen mit Sylvia Lutz. 
Julia Leischik ist verheiratet und Mutter einer Tochter und eines Sohnes.

## Filmografie

### Als Redakteurin
- 1998–1999: im Bereich Talk (Voice Company)
- 1999–2003: in den Bereichen Doku-Fiction-Formate und Gerichtsshows (filmpool)

### Als Produzentin
- 1999–2003: in den Bereichen Doku-Fiction-Formate und Gerichtsshows (filmpool)
- seit 2003: im Bereich Factual Entertainment (Endemol)

### Als Moderatorin
- 2007–2011: Vermisst (RTL)
- 2011: Verzeih mir (RTL)
- 2011: Vermisst Spezial – Spurlos verschwunden (RTL)
- 2012: Zeugen gesucht – mit Julia Leischik (Sat.1)
- seit 2012: Julia Leischik sucht: Bitte melde dich (Sat.1)
- 2016: Verzeih mir (Sat. 1)
- 2022: Das Haus am Meer (Sat.1)